# Angorakanin

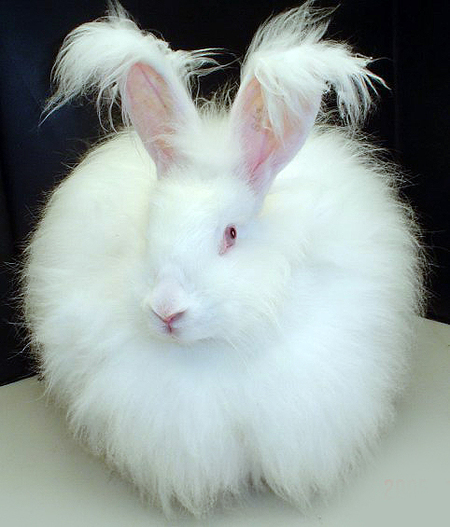
Angorakanin av den vanliga albinotypen.

Angorakanin eller angora,  äldre namn silkeshare, är en husdjursras av kanin med mycket lång snabbväxande päls. Den uppstod enligt vissa källor som en mutation av vanliga korthåriga kaniner redan på 1300-talet hos engelska munkar. Enligt andra källor härstammar rasen från staden Ankara (tidigare Angora) i Turkiet. Angorakanin avlas främst för ullproduktion, men även som sällskapsdjur.

## Historik
Angorakaninen kan ha sitt ursprung i Ankara (tidigare känt som Angora) i Turkiet. Den spreds till västerlandet via sjömän som i början av 1720-talet besökte Mindre Asien. Andra hävdar att kaninen fått sitt namn för att dess pälsstruktur är likadan som angorakattens. Det var fransmännen som först ansåg att angoraull var exklusiv och började föda upp dessa kaniner redan på mitten av 1700-talet. Till Sverige kom angorakaninen i slutet av 1870-talet.

## Utseende
Angorakaninen är en medelstor kanin med lägsta vikt på 3,51 kg. Dess långa, snabbväxande päls är mycket mjuk. Många individer är albino, vilket innebär att de har vit päls och röda ögon, men det finns även andra färger som "madagaskar" och olika former av "grå", till exempel svart, vilt- och egerngrå.
Angorakaninens långa päls kan orsaka allvarliga problem för kaninen om den inte blir klippt regelbundet. Pälsen filtar sig och utvecklar tovor så att kaninen inte kan göra sig av med kroppsvärmen. Pälsen bör klippas helst var 90:e dag, innan kaninen börjar fälla ullen. Om kaninen utsätts för fukt tovar ullen sig vilket kan leda till att kaninen dör.

## Pälsproduktion
Angorakaninens mjuka ull används som textilfiber. Plagg stickade av 100% angora är mycket varma, jämförbart med anddun och man kan ha den direkt mot huden utan att det kliar eller sticks. Angorakaninen ger fyra gånger mer ull än fåret per kilo kroppsvikt. Det gör att många som inte har betesmarker ser den som ett gott alternativ till andra ullproducerande djur.